# Небуг
Небуг — селище в Туапсинському районі Краснодарского краю. Центр Небузького сільського поселення.
Населення — 3,7 тис. осіб (2002).
Розташоване на узбережжі Чорного моря, у гирлі річки Небуг, північніше Туапсе (16 км) і Агою.
Санаторії, пансіонати, будинки відпочинку, дельфінарій, перший в Росії аквапарк. У горах в басейні річки Небуг і її приток — дольмени, руїни адигейських аулів. Село засноване в 1864 році.

## Адміністративний поділ
До складу Небузького сільського поселення крім села Небуг входять також:
- село Агой (1 774 чол.)
- аул Агуй-Шапсуг (1 722 чол.)
- селище Майський (113 чол.)
- селище Сосновий (606 чол.)
- селище Тюменський (2 496 чол.)
- селище пансіонату Небуг (111 чол.)

Населення (1999) всього 10 473 осіб.